# Popcorn (émission sur internet)
Popcorn est une émission mensuelle (anciennement hebdomadaire) française de divertissement, diffusée en direct sur le site internet Twitch, créée et animée par Pierre-Alexis Bizot, alias Domingo. Elle est programmée tous les mardis à 20 heures (hors période estivale) et est ensuite disponible en podcast et en replay sur diverses plates-formes vidéo ou audio comme YouTube ou Spotify.
Considérée comme une référence dans l'univers du streaming français, l'émission rassemble près de 50 000 spectateurs en simultané chaque soir de diffusion en moyenne, et près de 300 000 spectateurs uniques,.

## Concept
Popcorn est un talk-show diffusé en direct, tourné en plateau à Levallois-Perret dans les locaux de Webedia. Destiné aux 18-35 ans, il est axé sur la culture internet et la pop culture en général, mais également sur l'actualité. L'émission est habituellement présentée en quatuor, avec Domingo accompagné d'un ou plusieurs chroniqueurs, ainsi que d'un ou deux invités selon l'émission.
Étant diffusée sur Twitch, l'émission est interactive avec le public : ce dernier peut réagir sur le chat et sur Twitter (certains tweets pertinents étant diffusés dans l'émission), et il lui est également possible de répondre à des sondages sur certaines questions.
Dans le documentaire « Twitch, merci pour le sub » diffusé par la RTBF puis par France Télévisions, Domingo indique vouloir créer une émission dans lesquels les spectateurs de Twitch peuvent se retrouver, avec le « meilleur des codes de la télévision et les codes de Twitch ».

## Histoire

### Un projet issu de la radio
L'émission avait connu une première forme sur NRJ dans l'émission DominGo Radio Stream, qui a été diffusée pendant deux ans le dimanche soir à 20 heures. Cette émission dans un format talk-show, parlant de l'actualité du gaming et du streaming, était simultanément diffusée à la radio et sur Twitch dès la deuxième saison. Évoquant un manque de liberté créative et les impératifs liés à l'animation d'une émission sur une radio musicale (diffusion de publicités et musiques), Domingo décide d'un commun accord d'arrêter l'émission et de quitter NRJ à la fin juin 2019,. Il évoque un nouveau projet d'émission pour le mois de septembre 2019.

### Une première saison à succès marquée par le confinement
Le 4 septembre 2019, Domingo annonce sur sa chaîne YouTube sa nouvelle émission, nommée Popcorn, avec un lancement annoncé pour le 10 septembre 2019. Dès son lancement, l'émission trouve ses marques, et rassemble une base de fidèles[non neutre]. Popcorn est également l'occasion de réaliser des débriefs sur des événements ayant eu lieu récemment, comme le Z Event ou le lancement de LeLIVE qui réalisa un premier record d'audience[réf. nécessaire].
Lors du confinement dû à la pandémie de Covid-19 en France, l'émission ne peut plus être tournée en plateau : elle est alors tournée en distanciel, à la manière d'une visioconférence. Cela permet à des invités ne pouvant se déplacer facilement sur Paris d'être invités, comme Pokimane, une des vidéastes américaines les plus populaires, vivant en Californie. L'émission revient en plateau le 9 juin 2020, à la suite du déconfinement.

### Deuxième saison: confirmation et réception de personnalités
Le 30 juin 2020, le lancement d'une seconde saison est annoncée, avec les mêmes chroniqueurs et est prévue pour septembre 2020. La deuxième saison est lancée le 8 septembre 2020, avec une nouvelle chaîne YouTube et des comptes dédiés à l'émission sur plusieurs réseaux sociaux comme Twitter, Instagram ou TikTok. À cette occasion, le générique change pour une musique spécialement composée pour l'émission.
La deuxième saison est marquée par l'invitation plus récurrente de personnalités, avec notamment Bigflo et Oli, Samuel Étienne, Gaël Monfils, Thomas Pesquet, ou encore Alexandre Astier sur la dernière émission de la saison.

### Troisième saison: Première rencontre avec le public
Le 2 novembre 2021, Popcorn bat son record absolu d'audience à la suite du Z Event 2021, avec 183 000 spectateurs en simultané. Le 15 février 2022, Popcorn célèbre sa centième émission.
En mars 2022, afin d'honorer un donation goal du Z Event, l'émission prévoit d'organiser une édition en public. Un concours est organisé sur Twitter pour déterminer la ville qui l'accueillera au travers d'un tournoi, où la ville qui recueille le plus de suffrages se qualifie pour le tour suivant. La ville de Montcuq, qui a été proposée en guise de blague par de nombreux spectateurs, finit par l'emporter. La ville n'ayant pas les infrastructures nécessaires pour accueillir du public en intérieur,, le concept évolue pour devenir le Popcorn Festival, qui se tient au stade municipal le 2 juillet 2022 devant 4 500 personnes, en guise de final de la saison.
D'autres invités de marque, hors de la sphère du streaming, marquent la saison 3, comme Didier Drogba, Pierre Niney, Evan Fournier, ou encore Esteban Ocon.

### Quatrième saison
Le début de la quatrième saison est marqué avant son lancement par une polémique autour des personnalités invitées par l'émission, qui sont très majoritairement des hommes. Interrogé à ce sujet, Domingo réagit sur sa chaîne, expliquant qu'il cherche avant tout à rendre l'émission intéressante sans tenir compte du genre des invités, et qu'il ne veut pas « juste cocher une case pour cocher une case ».
La quatrième saison est lancée le 6 septembre 2022, avec pour premier invité François Descraques, réalisateur du film Le visiteur du futur. Cette saison marque également une évolution dans l'identité visuelle de l'émission. Une nouvelle émission en public est proposée le 27 septembre 2022, au théâtre de la Tour Eiffel devant 400 personnes,. Une autre émission délocalisée à Marseille a lieu le 30 mai 2023, avec Florent Manaudou en invité principal. Un temps évoquée, l'organisation d'une nouvelle édition du Popcorn Festival fut finalement reportée à 2024.
L'émission continue à recevoir des sportifs et personnalités du monde de la culture, comme Tony Parker, Kevin Mayer, Tony Estanguet, Clara Luciani, Alban Lenoir, Julien Fébreau, et Alain Chabat comme dernier invité de la saison.

### Cinquième saison
La cinquième saison marque un renouvellement de l'identité visuelle et musicale de l'émission avec un nouveau décor et un nouveau générique. Le 10 octobre 2023, Popcorn organise une nouvelle émission en public aux Folies Bergère : l'événement affiche complet en quelques minutes à l'ouverture de la billetterie.

### Sixième saison
Le 17 décembre 2024, Domingo annonce la fin de l'émission dans sa version hebdomadaire. Il annonce également travailler sur une nouvelle version de l'émission dont il donnera les premiers détails en février-mars 2025.
Le 31 mars 2025, Domingo annonce le retour de Popcorn avec une édition en public à l'Olympia le 22 avril 2025.
Dans un communiqué de presse, Webedia, la société co-productrice de l'émission, annonce la création du média Popcorn avec l'arrivée de nouveaux formats sur les réseaux sociaux tels que :
- Cybercafé : Un nouveau format interview de 30 minutes porté par la journaliste et ancienne chroniqueuse Constance Vilanova dans lequel elle revient sur le parcours de son invité au travers de son rapport à internet.
- Genius se fait un film : Norman Genius arpente les tapis rouges lors d’avant-premières des dernières sorties cinéma pour partir à la rencontre des équipes des films et des fans. Un format interview/micro-trottoir de 5 minutes avec une touche d’humour bien placée propre à Norman.
- Tu fais quoi : Dans ce format d’une durée de 7 minutes, un incarnant Popcorn part à la rencontre des gens qui construisent la culture digitale au quotidien au travers de leur métier ou d’une passion. L’occasion de découvrir les coulisses d’un monde parfois inconnu pour certains.

## Contenu

### Chroniqueurs
Les chroniqueurs invités peuvent librement réagir aux sujets abordés dans l'émission lancés par Domingo. À l'occasion, certains d'entre eux peuvent proposer une chronique spécifique sur un sujet qui leur tient à cœur, ou sur une actualité qui les concerne. Le ton est léger et l'émission n'est pas soumise à des impératifs stricts de temps, ce qui permet aux émissions d'avoir des durées variables.
Initialement, Popcorn a trois chroniqueurs réguliers, nommés « titulaires » à son actif :
- Marie Palot, journaliste et blogueuse spécialisée sur la Corée du Sud, animatrice sur J-One, et chroniqueuse sur LeStream.
- Andréas Honnet, alias « Sardoche », streameur multigaming indépendant ayant plus de 1 300 000 followers sur Twitch, également connu pour son côté caractériel en jeu[38].
- Aurélien Gilles, alias « Ponce »[39], streameur spécialisé dans les jeux Nintendo (Mario, The Legend of Zelda, Animal Crossing, Splatoon...) et également musicien.
- Zanki0h, un ex-joueur professionnel de Halo, était également chroniqueur régulier lors des premières émissions de la saison 1 avant de quitter l'émission. Lors de la deuxième saison, Sardoche indique qu'il quitte son poste de titulaire régulier pour se concentrer sur des projets plus personnels.

Dès la saison 3, le concept de « titulaire » tend à s'effacer, et la liste des chroniqueurs invités se diversifie, avec de nombreux streameuses et streamers, mais également des vidéastes de YouTube comme Charlie Danger.

### Rubriques
L'émission est structurée en plusieurs rubriques :
- Le Rewind de Twitch : Un résumé en quelques minutes revenant sur les moments marquants de la semaine écoulée sur Twitch[4]. En fin d'année, lors de la pause des fêtes, une soirée spéciale est proposée rediffusant l'intégralité des Rewinds de l'année.
- Les actus de PA : Domingo aborde un fait insolite en rapport avec l'actualité.
- L'invité / le challenger de la semaine : une personnalité, souvent du milieu sportif ou culturel, vient parler de son actualité ; parfois, un anonyme vient parler de son métier ou de sa passion[4].
- Le jeu : En fin d'émission, les chroniqueurs (et ponctuellement l'invité) jouent à un jeu inspiré de jeux de société ou de jeux télévisés.

## Audiences et influence
L'émission est considérée comme un succès d'audience, rassemblant en moyenne près de 50 000 spectateurs en simultané chaque soir de diffusion, et près de 300 000 spectateurs uniques. Certains sites comme TwitchTracker, SullyGnome ou StreamsCharts compilent les données d'audience fournies par Twitch en temps réel, et permettent à chacun de retrouver les audiences de chaque stream.
N'étant pas financée par des coupures publicitaires, c'est à travers des partenariats avec des marques que l'émission parvient à se financer comme avec Domino's Pizza, Spotify ou encore Prime Video (qui appartient à Amazon, également propriétaire de Twitch).
Le succès de Popcorn amène d'autres streamers à créer leur propre talk-show, notamment à l'approche de l'élection présidentielle de 2022 : Hugo Travers lance Mashup, tandis que Jean Massiet crée Backseat. Gotaga quant à lui lance Open World. En 2023, l'émission Zen, ressemblant à un late show à l'américaine, animée par Maxime Biaggi et Grimkujow, et également coproduite par Webedia, gagne fortement en popularité.